# Maryland City
Maryland City es un lugar designado por el censo ubicado en el condado de Anne Arundel en el estado estadounidense de Maryland. En el Censo de 2010 tenía una población de 16.093 habitantes y una densidad poblacional de 803,3 personas por km².

## Geografía
Maryland City se encuentra ubicado en las coordenadas 39°6′6″N 76°48′18″O / 39.10167, -76.80500. Según la Oficina del Censo de los Estados Unidos, Maryland City tiene una superficie total de 20.03 km², de la cual 20.03 km² corresponden a tierra firme y (0%) 0 km² es agua.

## Demografía
Según el censo de 2010, había 16.093 personas residiendo en Maryland City. La densidad de población era de 803,3 hab./km². De los 16.093 habitantes, Maryland City estaba compuesto por el 38.97% blancos, el 42.08% eran afroamericanos, el 0.25% eran amerindios, el 8.28% eran asiáticos, el 0.05% eran isleños del Pacífico, el 6.24% eran de otras razas y el 4.12% pertenecían a dos o más razas. Del total de la población el 13.37% eran hispanos o latinos de cualquier raza.